# 2015 у шахах

## Турніри
Нижче представлено найвизначніші шахові турніри 2015 року.
| Турнір                           | Строки                  | К-ть гравців     | Переможець                            | 2-ге місце                                                   | 3-тє місце                                                           |
| -------------------------------- | ----------------------- | ---------------- | ------------------------------------- | ------------------------------------------------------------ | -------------------------------------------------------------------- |
| Вейк-ан-Зеє                      | 12–27 січня             | 14               | Магнус Карлсен                        | Максим Ваш'є-Лаграв Аніш Гірі Веслі Со Дін Ліжень            | Василь Іванчук                                                       |
| Баден-Баден                      | 2–9 лютого              | 8                | Магнус Карлсен                        | Аркадій Найдіч                                               | Майкл Адамс Фабіано Каруана                                          |
| Цюрих                            | 13–19 лютого            | 6                | Хікару Накамура                       | Вішванатан Ананд                                             | Володимир Крамник                                                    |
| Гран-прі ФІДЕ Тбілісі            | 14–28 лютого            | 12               | Євген Томашевський                    | Дмитро Яковенко                                              | Теймур Раджабов                                                      |
| Чемпіонат світу серед жінок      | 16 березня – 7 квітня   | 64               | Марія Музичук                         | Наталя Погоніна                                              | —                                                                    |
| Аерофлот опен                    | 27 березня – 7 квітня   | 68               | Ян Непомнящий                         | Даніїл Дубов                                                 |                                                                      |
| Шамкір                           | 16 – 26 квітня          | 10               | Магнус Карлсен                        | Вішванатан Ананд                                             | Веслі Со Фабіано Каруана                                             |
| Гран-прі ФІДЕ Ханти-Мансійськ    | 14 – 26 травня          | 12               | Дмитро Яковенко                       | Хікару Накамура                                              | Фабіано Каруана                                                      |
| Ставангер                        | 15 – 26 червня          | 10               | Веселин Топалов                       | Вішванатан Ананд Хікару Накамура                             | Аніш Гірі                                                            |
| Дортмунд                         | 27 червня – 5 липня     | 8                | Фабіано Каруана                       | Веслі Со Лівіу-Дітер Нісіпяну                                | Володимир Крамник                                                    |
| Біль                             | 20 – 30 липня           | 6                | Максим Ваш'є-Лаграв                   | Радослав Войташек                                            | Майкл Адамс                                                          |
| Сент-Луїс                        | 22 серпня – 3 вересня   | 10               | Левон Аронян                          | Магнус Карлсен Хікару Накамура Максим Ваш'є-Лаграв Аніш Гірі | Веселин Топалов Олександр Грищук                                     |
| Кубок світу                      | 10 вересня – 5 жовтня   | 128              | Сергій Карякін                        | Петро Свідлер                                                | Аніш Гірі Павло Ельянов                                              |
| Millionaire Chess                | 8 – 12 жовтня           |                  | Хікару Накамура                       | Ле Куанг Льєм                                                | Юй Яньї                                                              |
| Чемпіонат світу зі швидких шахів | 10 – 12 жовтня          | 158              | Магнус Карлсен                        | Ян Непомнящий Теймур Раджабов Леньєр Домінгес Перес          |                                                                      |
| Чемпіонат світу з бліцу          | 188                     | Олександр Грищук | Максим Ваш'є-Лаграв Володимир Крамник | Василь Іванчук Ян Непомнящий                                 |                                                                      |
| Більбао                          | 25 жовтня – 1 листопада | 4                | Веслі Со                              | Аніш Гірі                                                    | Вішванатан Ананд Дін Ліжень                                          |
| Лондон                           | 4 – 13 грудня           | 10               | Магнус Карлсен                        | Аніш Гірі                                                    | Максим Ваш'є-Лаграв                                                  |
| Катар                            | 20 – 29 грудня          | 132              | Магнус Карлсен                        | Юй Яньї                                                      | Володимир Крамник Сергій Карякін Санан Сюгіров Ні Хуа Василь Іванчук |

## Ключові події
- 26 травня: Фабіано Каруана і Хікару Накамура посіли два перших місця за підсумками Гран-прі ФІДЕ 2014/2015, забезпечивши собі участь у Турнірі претендентів 2016
- 5 жовтня: Сергій Карякін і Петро Свідлер посіли відповідно перше і друге місця на Кубку світу 2015, забезпечивши собі участь у Турнірі претендентів 2016
- 12 жовтня: Магнус Карлсен захистив свій титул чемпіона світу зі швидких шахів
- 14 жовтня: Олександр Грищук виграв чемпіонат світу з бліцу

## Рейтинг ФІДЕ
Перші двадцять місць у рейтинг-листі ФІДЕ станом на 1 грудня:
| Місце | Гравець             | Рейтинг |
| ----- | ------------------- | ------- |
| 1     | Магнус Карлсен      | 2834    |
| 2     | Веселин Топалов     | 2803    |
| 3–4   | Вішванатан Ананд    | 2796    |
| 3–4   | Володимир Крамник   | 2796    |
| 5     | Хікару Накамура     | 2793    |
| 6     | Левон Аронян        | 2788    |
| 7     | Фабіано Каруана     | 2787    |
| 8     | Аніш Гірі           | 2784    |
| 9     | Дін Ліжень          | 2776    |
| 10    | Веслі Со            | 2775    |
| 11    | Максим Ваш'є-Лаграв | 2773    |
| 12    | Сергій Карякін      | 2766    |
| 13    | Павло Ельянов       | 2763    |
| 14    | Петро Свідлер       | 2751    |
| 15    | Лі Чао              | 2750    |
| 16    | Шахріяр Мамед'яров  | 2748    |
| 17    | Олександр Грищук    | 2747    |
| 18    | Євген Томашевський  | 2744    |
| 19    | Пентала Харікрішна  | 2743    |
| 20–21 | Майкл Адамс         | 2737    |
| 20–21 | Дмитро Яковенко     | 2737    |